# Gizobrilvogel
De gizobrilvogel (Zosterops luteirostris) is een zangvogel uit de familie Zosteropidae (brilvogels). De vogel is in 1904 door  Ernst Hartert geldig als nieuwe soort beschreven. Het is een bedreigde endemische soort op het eiland Gizo (Salomonseilanden).

## Kenmerken
De vogel is 11,5 tot 12 cm lang. De vogel heeft een witte oogring. De oogring wordt aan de voorkant onderbroken door een zwarte vlek die tot de snavel reikt. Van boven is de vogel olijfgroen en van onder helemaal geel, ook de snavel en de poten zijn geel.

## Verspreiding en leefgebied
Deze soort komt voor op het eiland Gizo. Het leefgebied bestaat uit de randen van natuurlijk, oud bos, waar struikvormige vegetatie woekert.

## Status
De gizobrilvogel heeft een beperkt verspreidingsgebied en daardoor is de kans op uitsterven aanwezig. De grootte van de populatie werd in 2016 door BirdLife International geschat op 250 tot 999 individuen en de populatie-aantallen nemen af door habitatverlies. Het leefgebied wordt aangetast door ontbossing waarbij natuurlijk bos wordt omgezet in gebied voor agrarisch gebruik en menselijke bewoning. Om deze redenen staat deze soort als bedreigd op de Rode Lijst van de IUCN.